# Один миллиард рублей
Миллиа́рд рубле́й (1 000 000 000 рубле́й) (разг. ярд) — денежный знак крупнейшего в истории рублей номинала, выпускавшийся в ЗСФСР в период гиперинфляции начала 1920-х годов.
На аверсе изображался номинал цифрами и прописью и предупредительные надписи о недопустимости подделок на грузинском и русском языках.
На реверсе отображалась женщина-рабочая, герб ЗСФСР, растительные орнаменты.

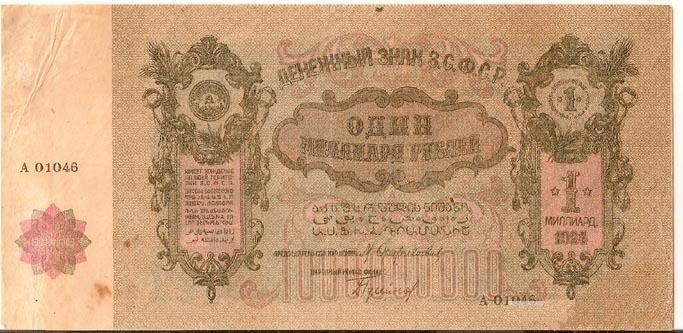
Миллиард рублей 1924 года (лицевая сторона)
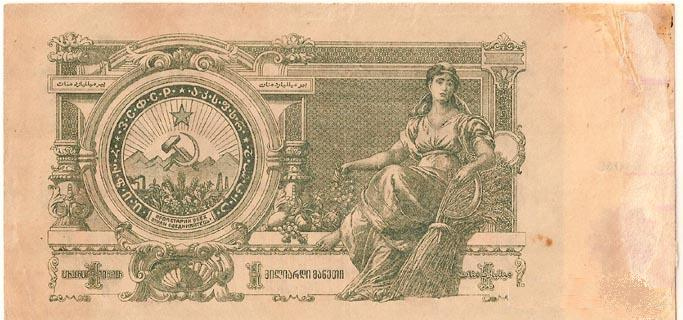
Миллиард рублей 1924 года (оборотная сторона)